# تارجي مو غوستافسن
تارجي مو غوستافسن هو سياسي نرويجي، ولد في 20 أكتوبر 1954 في لارفيك في النرويج، وتوفي في 4 مايو 2019. نشط حزبياً في حزب العمال. وقد انتخب وزير دولة ‏ مكتب رئيس الوزراء ‏ (27 يونيو 1997 – 17 أكتوبر 1997) وانتخب Head of the Norwegian Public Roads Administration ‏ (12 نوفمبر 2007 – 4 مايو 2019) وانتخب Minister of Transport of Norway ‏ (17 مارس 2000 – 19 أكتوبر 2001).